# Liste von Krankenhäusern in Wuppertal
Diese Liste der Krankenhäuser in Wuppertal führt alle aktuellen Plankrankenhäuser und sonstigen Krankenhäuser in der kreisfreien Stadt Wuppertal, Nordrhein-Westfalen, auf.

## Liste
In der Reihenfolge der Gründung:
| Name                                      | Lage      | Eröffnung | Bemerkungen | Bild |
| ----------------------------------------- | --------- | --------- | --- | ---- |
| Krankenhaus St. Josef                     | Elberfeld | 1854      | Träger Klinikverbund St. Antonius und St. Josef. Umgangssprachlich auch „Kappelchen“ genannt |      |
| Ferdinand-Sauerbruch-Klinikum             | Elberfeld | 1863      | Städtischen Krankenanstalten, dann Ferdinand-Sauerbruch-Klinikum, nun Helios Universitätsklinikum Wuppertal, Träger HELIOS Kliniken GmbH & Stadt Wuppertal                                                             |      |
| Agaplesion Bethesda Krankenhaus Wuppertal | Elberfeld | 1886      | bis 2010 Bethesda-Krankenhaus Wuppertal, Träger Agaplesion gAG |      |
| Rehaklinik Bergisch-Land                  | Ronsdorf  | 1901      | ehemals Bergische Volksheilstätte |      |
| Petrus-Krankenhaus                        | Barmen    | 1901      | Träger Klinikverbund St. Antonius und St. Josef. |      |
| St.-Anna-Klinik                           | Elberfeld | 1904      | ehemals Rheinische Landesfrauenklinik und Hebammenlehranstalt Wuppertal, danach bis 2011 Klinik Vogelsangstraße, Träger Klinikverbund St. Antonius und St. Josef, seit 2022 Unterkunft für Vertriebene aus der Ukraine |      |
| Helios Universitätsklinikum Wuppertal     | Barmen    | 1911      | vormals Städtische Krankenanstalten, Träger HELIOS Kliniken GmbH & Stadt Wuppertal |      |